# Emoia atrocostata
Emoia atrocostata (сцинк мангровий) — вид сцинкоподібних ящірок родини сцинкових (Scincidae). Мешкає в Південно-Східній Азії, Австралії та Океанії.

## Опис

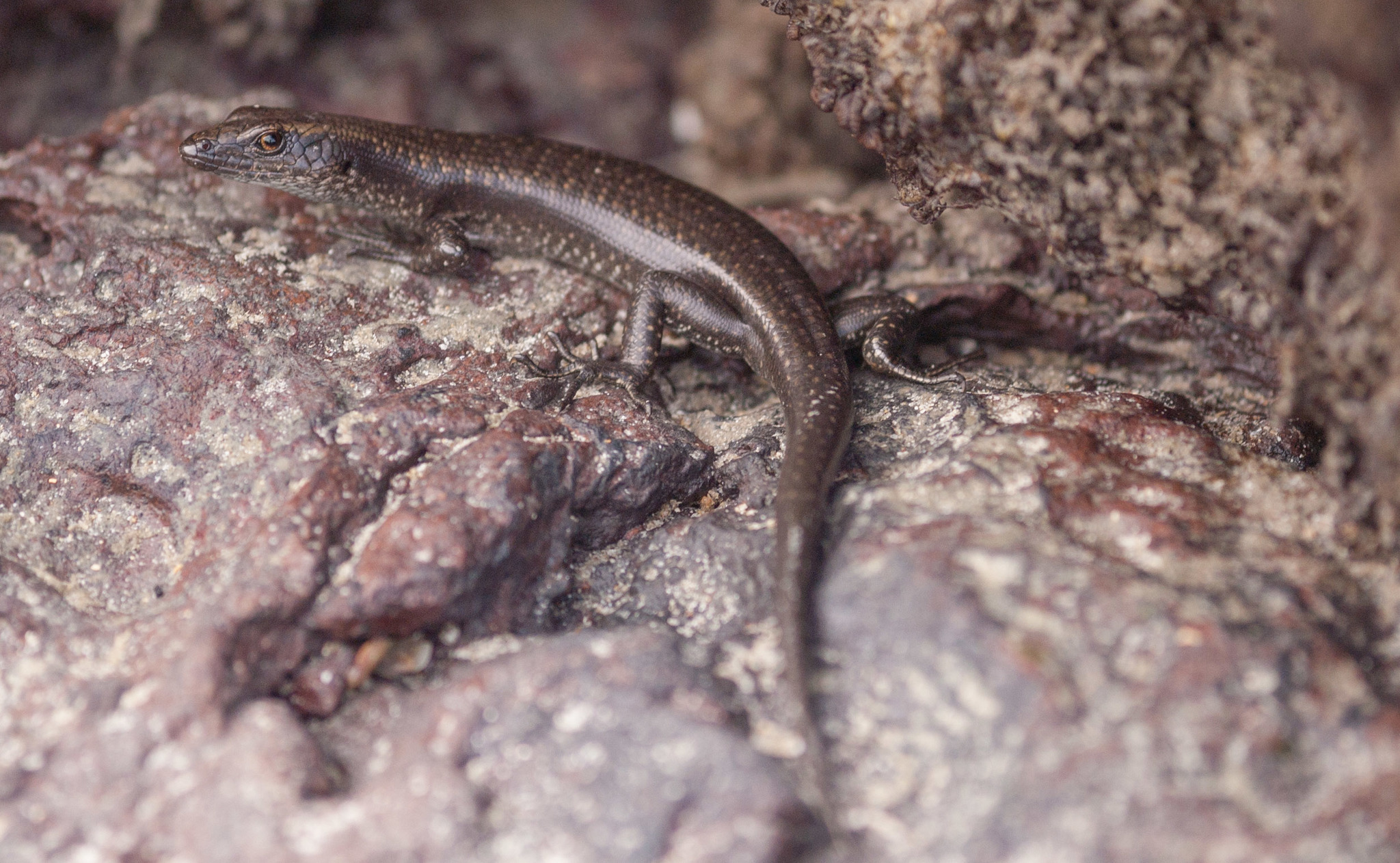
Мангровий сцинк (Австралія)

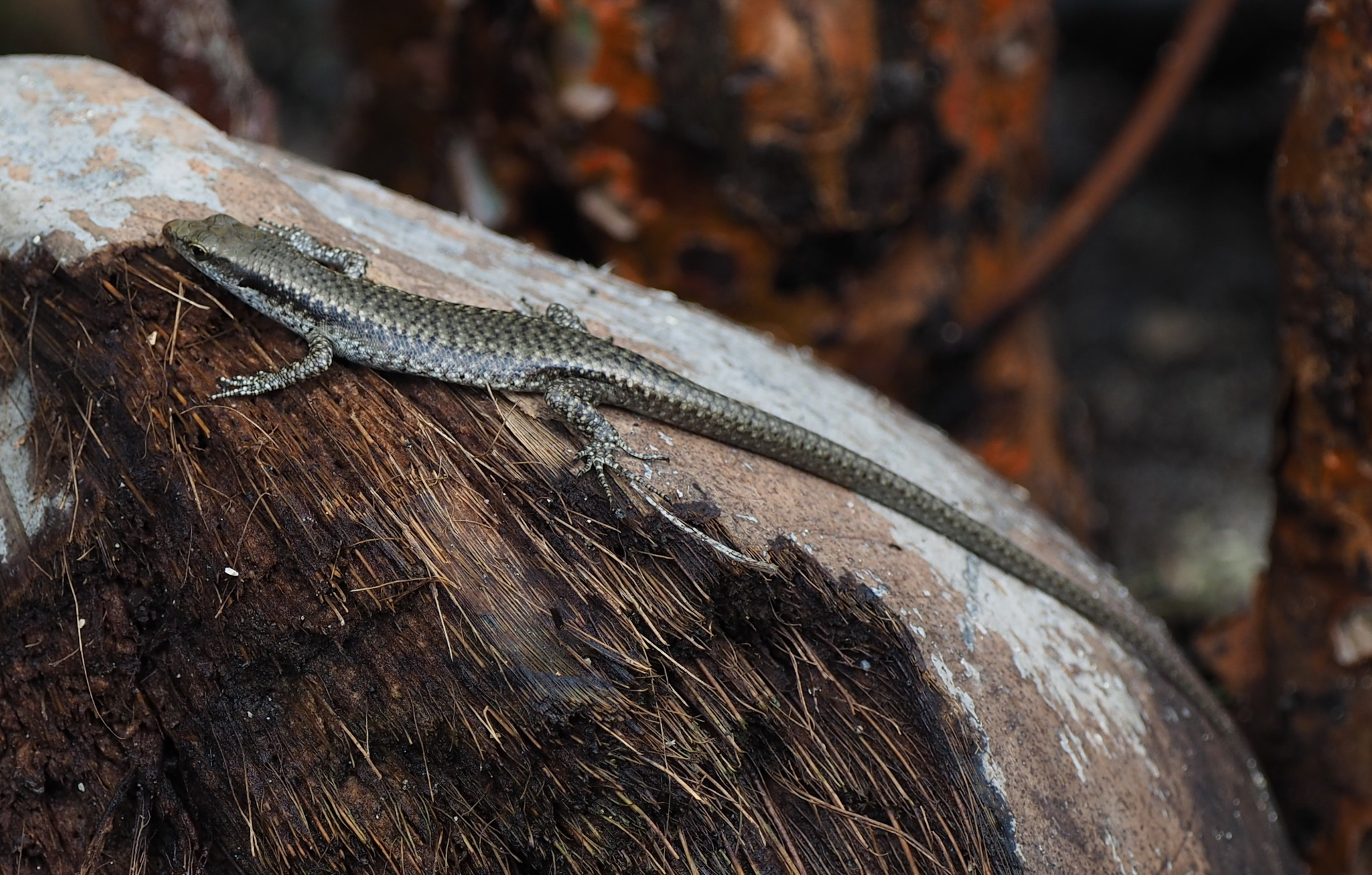
Мангровий сцинк (Палау)

Довжина мангрових сцинків без врахування хвоста становить 57-92 мм, разом з хвостом — 85-138 мм. Забарвленя переважно сіре або коричнювато-сіре, на спині чорні плями, на боках проходять темні смуги. Горло блакитнувате, нижня частина тіла зеленувата або жовто-оранжева.

## Підвиди
Виділяють три підвиди:
- Emoia atrocostata atrocostata Lesson, 1830;
- Emoia atrocostata australis Brown, 1991;
- Emoia atrocostata freycineti (Duméril & Bibron, 1839).

## Поширення і екологія
Мангрові сцинки широко поширені на островах Малайського архіпелагу, на території Філіппін, Індонезії, Малайзії і Брунею),на Малайському півострові, в Сінгапурі, на південному заході Тайваню та на сусідніх островах Ланьюй і Люйдао, на островах Рюкю і Міяко на півдні Японії, на півострові Кейп-Йорк на північному сході Австралії, на островах Торресової протоки, на Новій Гвінеї, на острові Норманбі в групі островів Д'Антркасто, на островах Адміралтейства, на островах архіпелагу Бісмарка, на Соломонових, Каролінських і Маршаллових островах, на островах Гілберта та на Нових Гебридах. Раніше вони також мешкали на острові Різдва, однак вимерли.
Мангрові сцинки живуть на морських узбережжях, не далі, ніж за 10 м від берега. В Австралії вони зустрічаються в прибережних тропічних лісах і чагарникових заростях, в мангрових лісах, на прибережних луках, та серед скель на кам'янистих морських узбережжях. На Соломонових островах вони живуть лише на кам'янистих узбережжях, на Тайвані зустрічаються серед рифів і скель та на пляжах, в Малайзії живуть в припливній зоні та в солонуватих гирлах річок, поблизу мангрових заростей. Ведуть денний спосіб життя, живляться рібними крабами, термітами, рибою, інешими ящірками, креветками і падлом, шукають їжу в припливній зоні. Самці відкладають яйця, в кладці 2 яйця. Розмноження відбувається протягом всього року.